# Philip Rosseter
Philip Rosseter (* 1568 vermutlich in London; † 5. Mai 1623 ebenda) war ein britischer Komponist und Lautenist.

## Leben
In seiner Jugend war Rosseter einer der Children of the Revels of the Queen (Kinder der königlichen Lustbarkeiten). 1604 wurde er Mitglied der königlichen Kapelle und wirkte dort bis zu seinem Tod als Hoflautenist.
Am 4. Januar 1610 wurde ihm und anderen ein Patent gewährt, das sie zu Masters of the Children of the Queens Revels ernennt. Children of the Queen’s Revels oder auch Children of the Revels war ein temporärer Name der Children of the Chapel Royal, die der Gruppe durch obiges Patent gegeben wurde. Es waren ursprünglich Chorknaben vor dem Stimmbruch, die die Chapel Royal unterstützten. Zur Zeit der Regierung Elisabeths I. und auch Jakobs I. entwickelte sich das Ensemble zu einer Kinderschauspielkompanie (siehe auch Boy Actor). Unter Rosseter spielten sie zunächst im Whitefriars Theatre. 1612 vereinigte sich das Ensemble für ein Jahr mit The Elizabeth's Servants. Am 3. Juni 1615 wurde Rosseter gemeinsam mit Philip Kingman, Robert Jones und Ralph Reeve ein kleines Siegel zum Bau eines Theaters im Stadtteil Blackfriars gewährt. Jedoch formierte sich bald der Widerstand der Stadtführung Londons gegen ein weiteres Theater in der Stadt und nach etlichen Einsprüchen und Verfahren entschied der König am 27. Januar 1617 seine Lizenz zurückzunehmen; so wurde das Porter’s Hall Theatre, kurz nachdem es nahezu vollendet war, behördlicherseits abgerissen. Allerdings wurde es bis dahin gelegentlich schon bespielt, u. a. mit einem Premierenstück Nathan Fields.
Das Ensemble Rosseters löste sich ebenfalls auf.
Zu seinen Lebzeiten war er mit dem Dichter und Komponistenkollegen Thomas Campion befreundet, zu dessen Texten er viele ayres schrieb, von denen er zwei Bücher veröffentlichte – eines 1601, das andere 1609.

## Werke (Auswahl)

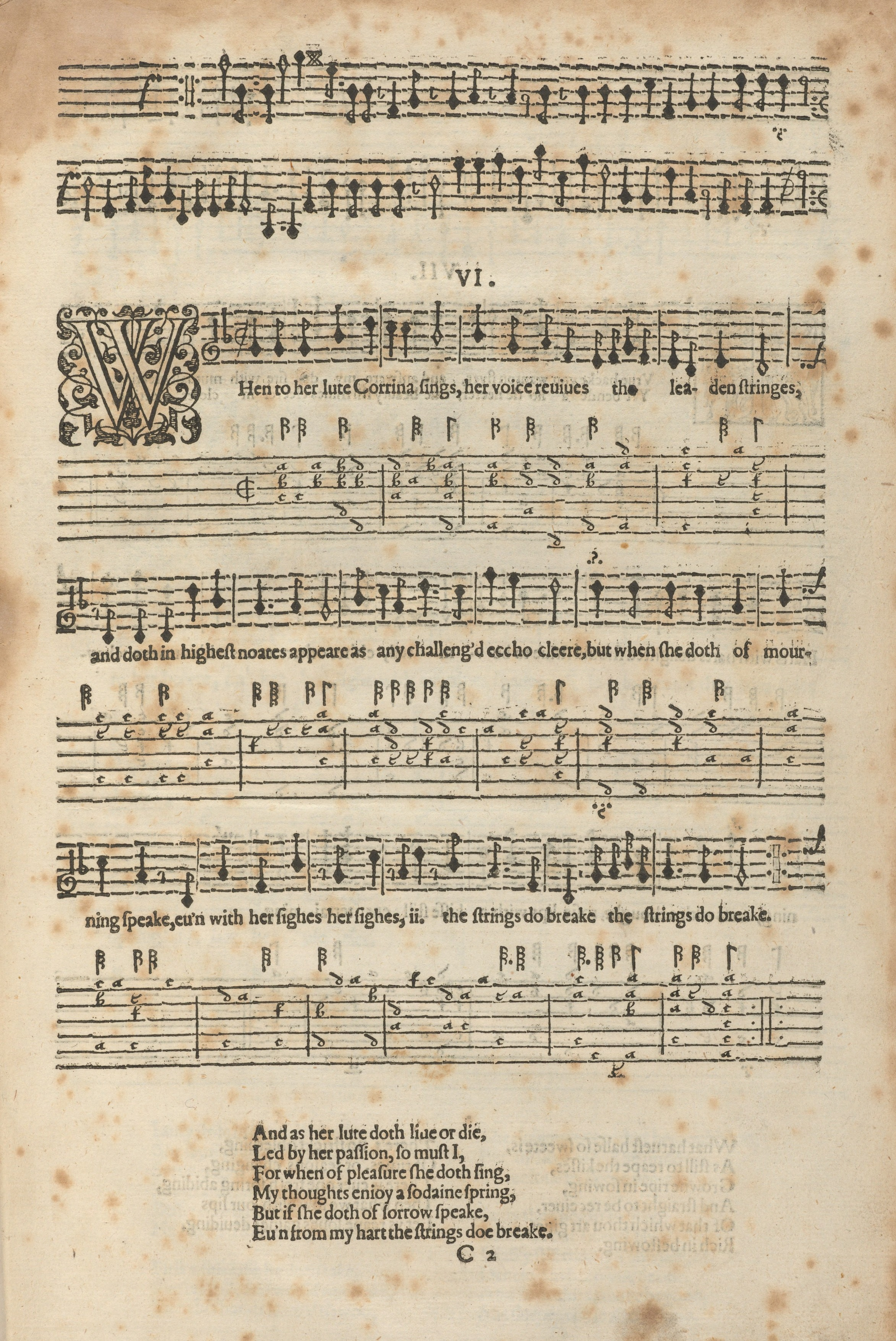
A Book of Ayres, 1601. Hier: When to her lute Corrina sings von Thomas Campion

- 1601 A Booke of Ayres. 21 Lieder von Thomas Campion und 21 Lieder und Lautenstücke (etwa Mrs. Taylor’s Galliard[7] und Galliard of the Countess of Sussex[8]) von Philip Rosseter[9]
- 1609 Lessons for Consort

## Einspielungen
- Rosseter: When Laura Smiles. James Gilchrist, Tenor. Matthew Wadsworth, Laute. Avie 2074. 2006

### A Fancy
- In: Merry Melancholy[11] - English Lute Music Of The 16th Century. Joachim Held, Laute. Hänssler Classic 98600, 2010

### If she forsake me.
- In: Airs & danses au temps de Shakespeare. John Elwes, Tenor; Stephen Stubbs, Laute; Musica Antiqua. Ltg.: Christian Mendoze. Aufgenommen am 16./17. November 1986. Disques Pierre Verany PV.787092, 1987

### What Then Is Love But Mourning?aus:Book of Ayres 1601
- In: .HMV Recordings, 1949–54. Alfred Deller, Countertenor. EMI Abbey Road Studios, London, England am 30. Mai 1951. EMI 65501
- In: Altenglische Lautenlieder.  Peter Pears, Julian Bream. TELDEC »Telefunken-Decca« Schallplatten GmbH – AWD 8526, 1956
- In: O Ravishing Delight. Alfred Deller, Countertenor. David Munrow, Blockflöte. Richard Lee,  Blockflöte. Desmond Dupre, Laute und Viola da Gamba. Robert Elliott, Cembalo.aufgenommen 1970 in der All Saints Church, Boughton Aluph, Kent, Großbritannien, RCA VICS 1492
- In: What Then Is Love? An Elizabethan Songbook. Boston Camerata Ltg. Joel Cohen
- In: Lute Songs. Charles Daniels, Nigel North, Laute. Aufgenommen zwischen 15. und 22. Juni 2006 in der Église Saint-Ferdinand, Fabreville (Québec), Kanada. ATMA Classique 2548

### When Laura smiles
- When Laura smiles. Peter Pears, Julian Bream. In: Altenglische Lautenlieder. TELDEC »Telefunken-Decca« Schallplatten GmbH – AWD 8526, 1956
- In: Greensleeves: A Collection of English Lute Songs. Julianne Baird, Sopran; Ronn McFarlane, Laute. Aufgenommen im Januar 1989 in der Troy Savings Bank Music Hall in New York, Dorian 90126
- In: Lute Songs. Charles Daniels, Nigel North, Laute. Aufgenommen zwischen 15. und 22. Juni 2006 in der Église Saint-Ferdinand, Fabreville (Québec), Kanada. ATMA Classique 2548
- In: John Dowland: Clear or cloudy. Valeria Mignaco, Sopran. Alfonso Marin, Laute. Aufgenommen im Mai 2008 in der Église Saint-Rémi de Franc-Waret. Ltg.: